# نوع فني

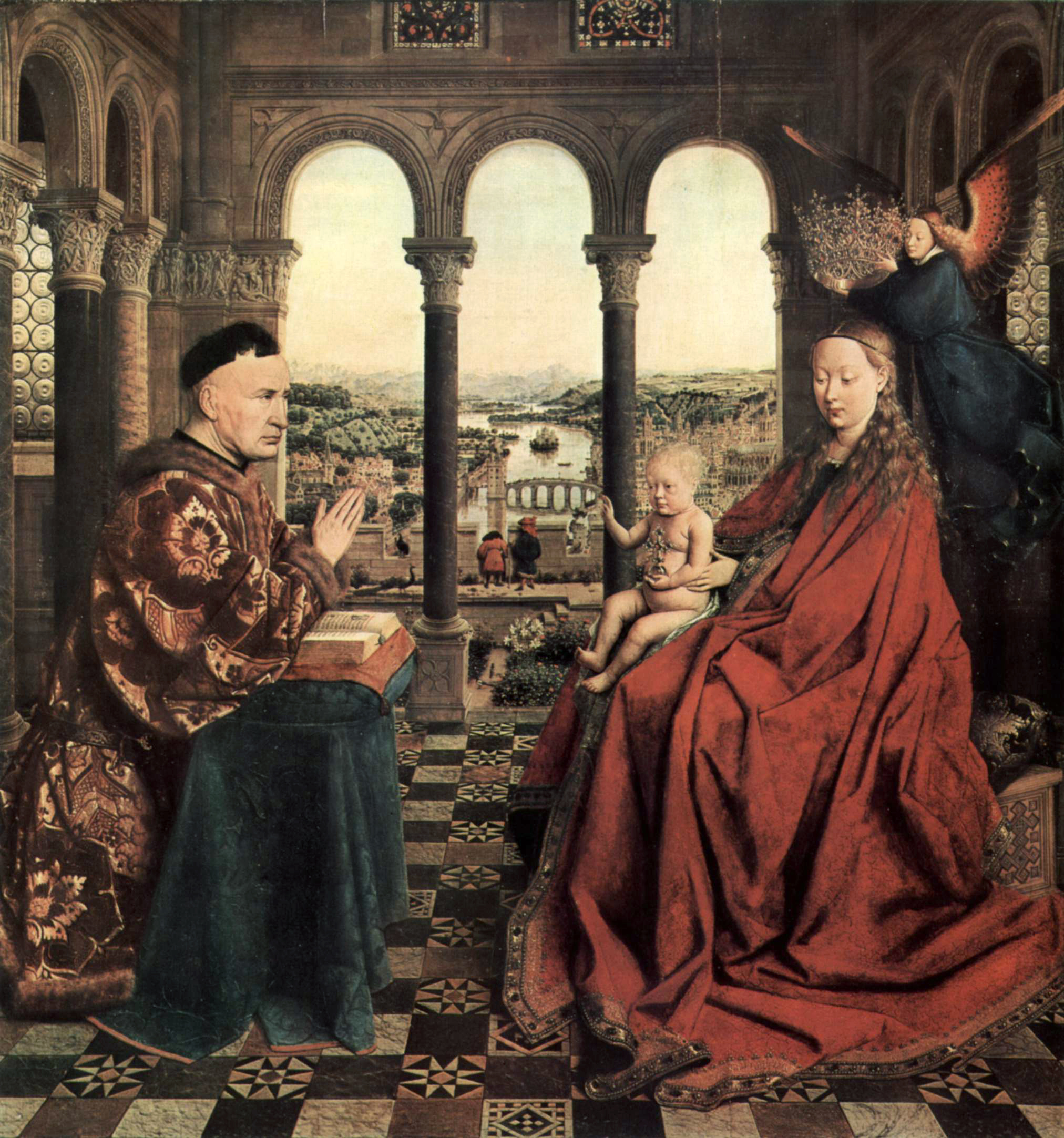

النوع الفني أو الجنس الفني عبارة عن مجموعة من المسلمات على صعيد البرنامج وعلى صعيد الجمالي والتي تعمل على تعريف عدة نصوص بشكل محدد. فالنوع عبارة عن مجموعة شكلية وأحداث روائية متفق عليها تقوم بتعريف التيار والصنف في الفن. وتقاليد كل نوع معروفة ومعلومة لدى المشاهد.
إن أهم أساس للنوع هو اعتراف وتماثل المشاهد بالفيلم. والالتقاء مع هو معروف هو سبب الاستماع من النوع.
إن الأنواع ليست قوالب تعود على نفسها بشكل دقيق، وإنما هي أطر قصصية ذات تقاليد أساسية متعارف عليها، ولكن من الممكن أن تكون هناك اختلافات كبيرة في طابع القص. كما كان وأنه لا توجد قواعد قصصية خاصة بنوع واحد فقط. فمثلاً يوصف العنف في أفلام رعاة البقر وكذلك في الأفلام الاستعراضية أو في أفلام الدراما.
ويختلف النوع عن الآخر في طريقة علاجه لهذه العناصر الرئيسية في العمل السينمائي والتلفزيوني. تحصل تغييرات بأفلام النوع مع الزمن، عملياً الصيغة قائمة ولكن مع بعض التغييرات. فيلم العصابات في السنوات الثلاثينات لا يشبه فيلم من نفس النوع الذي اتنج في السنوات الثمانينات. فنرى الاختلاف في اللغة، وأسلوب وسرعة الأحداث والمونتاج وغيرهم.

## تحديد النوع
يمكن تحديد بعض الأنواع بسهولة، مثل أفلام الوسترن، رجال العصابات، وأفلام الخيال العلمي. أفلام الوسترن نعرفها لأن جميعها تقريباً تدور أحداثها في المناطق الحدودية البعيدة عن المركز في أمريكا لأفلام الوسترن عناصر بصرية مشتركة، مثل: الفضاءات الواسعة المفتوحة لجبال لسلسلة جبال الروكي، قافلة العربات التقليدية والكاوبوي المتوحد الذي يمتطي صهوة جواده ويرتدي الملابس التقليدية. أفلام العصابات أحداثها عادة في المدينة وبعضها يعتمد على حقائق تاريخية مثل: حرب العصابات التي دارت في الولايات المتحدة أما في الأفلام الخيال العلمي فمعظمها تحتوي على ديكور خاص لعالم المستقبل، عالم خيالي. ولكن لا يمكن بسهولة تحديد جميع الأنواع السينمائية كالأنواع الثلاثة، فهنالك أفلام وبرامج مسلية وجدية في الوقت نفسه. اليوم هناك ميل لخلط عدة عناصر في فيلم واحد من نوعات مختلفة ومبناه ما يشبه التعددية النوعية.

## الجنيس الفني
الجُنَيْس الفني هو مرتبة تحت مرتبة النوع الفني. يمكن أن تختلف قصتان من نفس النوع أحياناً في الجنيس. على سبيل المثال، إذا كانت القصة الخيالية تحتوي على عناصر خيالية مظلمة وأكثر إخافة، فإنها تنتمي إلى جنيس الخيال المظلم؛ في حين أن قصة خيالية أخرى تتميز بالسيوف السحرية والسحرة ستنتمي إلى جنيس السيف والشعوذة.